# Moron (Haïti)
Pour les articles homonymes, voir Moron.
Moron (Mowon en créole haïtien) est une commune d'Haïti, située dans le département de Grand'Anse, arrondissement de Jérémie.

## Démographie
La commune est peuplée de 31 157 habitants(recensement par estimation de 2015).

## Administration
La commune de Moron est composée de la ville de Moron, et des sections communales de :
- L'Assise (ou Chameau)
- Source-Chaude (dont le quartier « Source-Chaude »)
- Anote (ou Tapion)

## Économie
L'économie locale repose sur la culture du cacao et du café.